# Kenneth H. Olsen
Kenneth H. Olsen (n. 20 februarie 1926, Bridgeport, Connecticut, SUA – d. 6 februarie 2011, Indiana, SUA) a fost un inginer american, cofondator al companiei de calculatoare DEC, inventator.